# Beilschmiedia riparia
Beilschmiedia riparia là loài thực vật có hoa trong họ Nguyệt quế. Loài này được Miranda miêu tả khoa học đầu tiên năm 1953.